# Armin Kremer
Armin Kremer (Amt Crivitz, 4 december 1968) is een Duits rallyrijder en ondernemer.

## Carrière

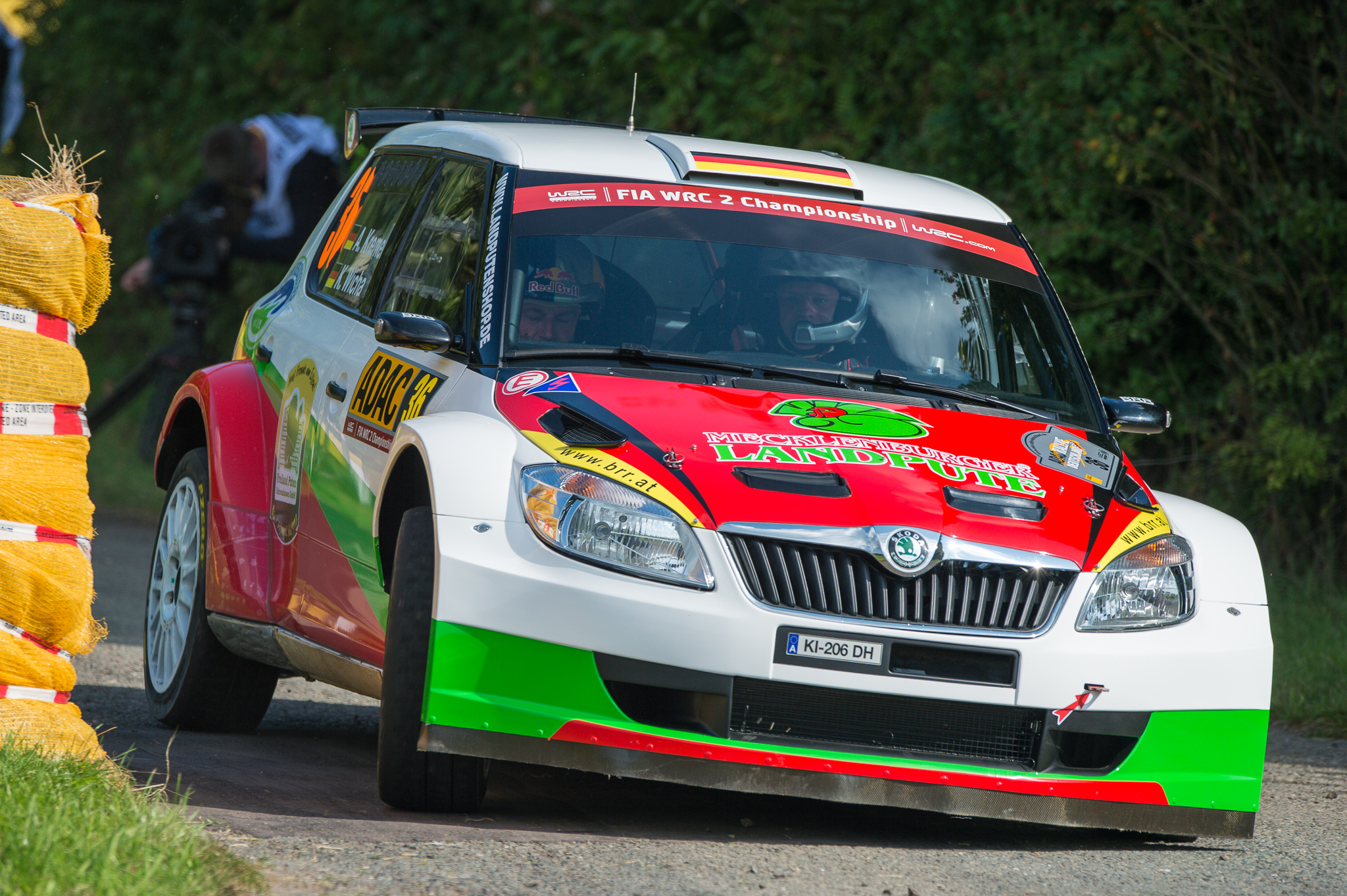
Kremer actief tijdens de rally van Duitsland in 2014

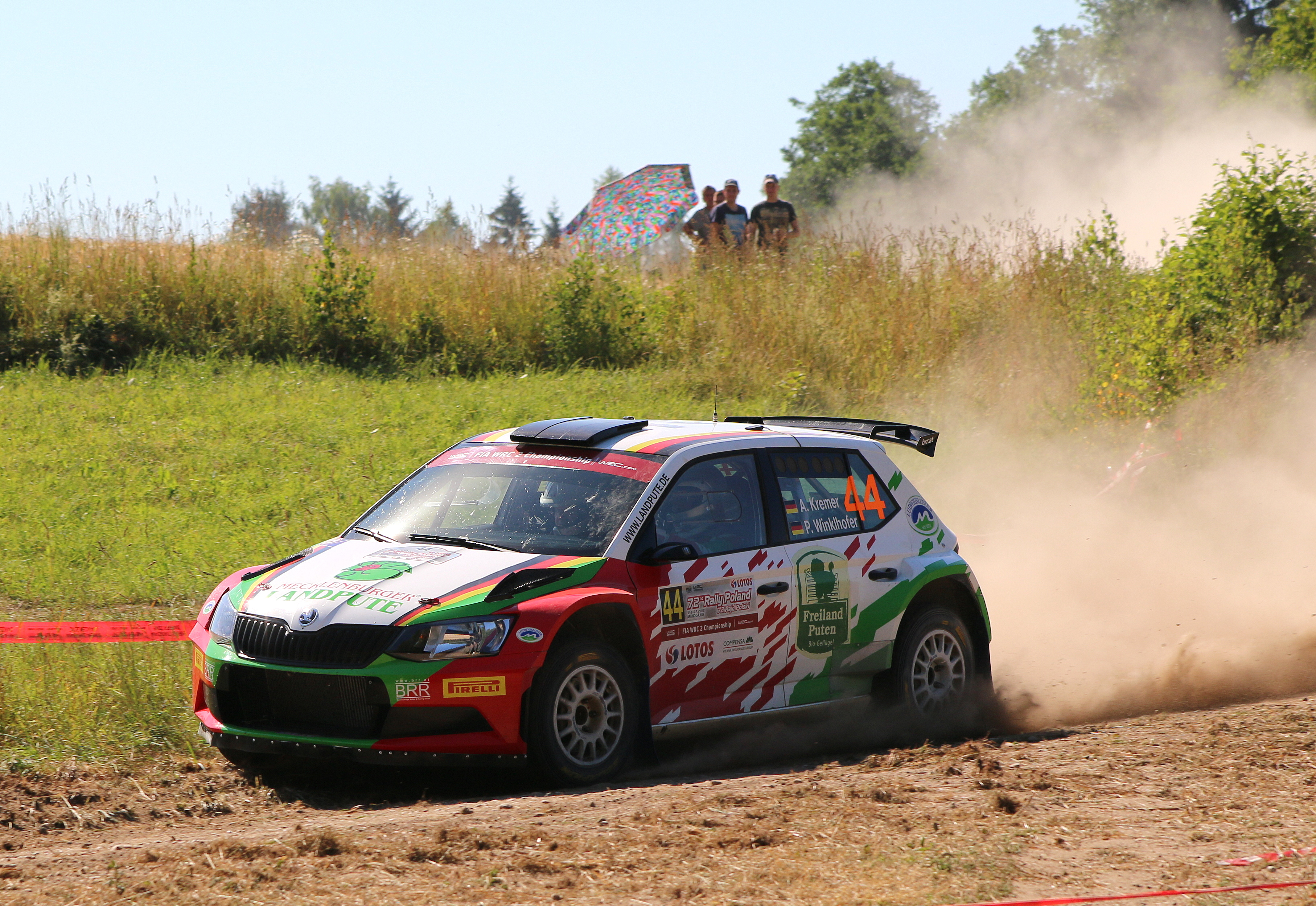
Kremer in de Škoda Fabia R5 in Polen, in 2015

Armin Kremer maakte in 1992 zijn debuut in de rallysport. Hij profileerde zich in eerste instantie in het Duits rallykampioenschap, waar hij met een Groep N-Mitsubishi Lancer Evolution naar de titel greep in 1996, en in 1998 en 1999 achter het stuur van een Subaru Impreza WRC. Met de laatste auto won hij in deze periode ook tot twee keer toe de Nederlandse Hellendoorn Rally. Al eerder, in 1997, verongelukte hij zwaar tijdens een ronde van het Duits kampioenschap, waarbij zijn navigator Sven Behling kwam te overlijden. In 2001 wist Kremer met een Toyota Corolla WRC zelfs de Europese titel op zijn naam te schrijven. Hierna volgde een programma in het wereldkampioenschap rally in een Ford Focus RS WRC gesteund door Ford Duitsland. Vervolgens reed hij twee jaar in het Azië-Pacific rallykampioenschap, waar hij in 2003 opnieuw een titel zou pakken. Kremer maakte hierna de overstap naar rally-raid, en was onder meer actief in de Baja 1000.
Sinds 2011 neemt Kremer weer deel aan de zogenaamde conventionele rally's en keerde in 2013 terug in het WK rally als deelnemer aan het World Rally Championship-2, waar hij sinds 2015 actief in is met een Škoda Fabia R5. In het 2016 seizoen greep hij twee keer naar een podium resultaat toe in zijn klasse en wist in beide gevallen in de rally's ook een algemene top tien finish af te dwingen. Hij startte de Duitse WK-ronde in 2017 met een 2017-spec Ford Fiesta WRC, en eindigde de rally binnen de top tien als negende.
Buiten zijn rallyactiviteiten om is Kremer bedrijfsleider binnen een familieonderneming die biologische vleesproducten produceert.

## Complete resultaten in het wereldkampioenschap rally
| Seizoen | Inschrijving                          | Auto                        | 1       | 2   | 3      | 4      | 5       | 6       | 7       | 8       | 9       | 10      | 11      | 12      | 13      | 14     | 15  | 16  | Pos. | Punten |
| ------- | ------------------------------------- | --------------------------- | ------- | --- | ------ | ------ | ------- | ------- | ------- | ------- | ------- | ------- | ------- | ------- | ------- | ------ | --- | --- | ---- | ------ |
| 1995    | Armin Kremer                          | Ford Escort RS Cosworth     | MON     | ZWE | POR 23 | KEN    | FRA     | GRI     | ARG     | NZL     | FIN     | AUS     | ITA     | SPA     | GBR     |        |     |     | –    | 0      |
| 1997    | Armin Kremer                          | Mitsubishi Lancer Evo III   | MON 10  | ZWE | KEN    | POR    | SPA     | FRA     | ARG     | GRI     | NZL     | FIN     | IND     | ITA     | AUS     | GBR    |     |     | –    | 0      |
| 1998    | Armin Kremer                          | Subaru Impreza S3 WRC 97    | MON 8   | ZWE | KEN    | POR    | SPA     | FRA     | ARG     | GRI     | NZL     | FIN     | ITA     | AUS     | GBR     |        |     |     | –    | 0      |
| 1999    | Armin Kremer                          | Mitsubishi Carisma GT Evo V | MON     | ZWE | KEN    | POR    | SPA     | FRA     | ARG     | GRI DNF | NZL     | FIN     | CHN     | ITA     | AUS     |        |     |     | –    | 0      |
| 1999    | Armin Kremer                          | Subaru Impreza S4 WRC 98    |         |     |        |        |         |         |         |         |         |         |         |         |         | GBR 14 |     |     | –    | 0      |
| 2002    | Armin Kremer                          | Ford Focus RS WRC 01        | MON 15  | ZWE | FRA    | SPA 15 | CYP     | ARG     | GRI DNF | KEN     | FIN DNF | DUI DNF | ITA     | NZL     | AUS     | GBR 14 |     |     | –    | 0      |
| 2004    | Armin Kremer                          | Toyota Corolla WRC          | MON     | ZWE | MEX    | NZL    | CYP     | GRI     | TUR     | ARG     | FIN     | DUI DNF | JPN     | GBR     | ITA     | FRA    | SPA | AUS | –    | 0      |
| 2011    | Armin Kremer                          | Mitsubishi Lancer Evo X     | ZWE     | MEX | POR    | JOR    | ITA     | ARG DNF | GRI     | FIN     | DUI     | AUS     | FRA     | SPA     | GBR     |        |     |     | –    | 0      |
| 2012    | Armin Kremer                          | Subaru Impreza STi          | MON     | ZWE | MEX    | POR    | ARG 21  | GRI     | NZL     | FIN     | DUI     | GBR     | FRA     | ITA     | SPA     |        |     |     | –    | 0      |
| 2013    | Stohl Racing                          | Subaru Impreza STi          | MON 11  | ZWE | MEX 17 | POR    | ARG DNF | GRI     | ITA 15  | FIN     |         |         |         |         |         |        |     |     | –    | 0      |
| 2013    | Stohl Racing                          | Ford Fiesta RRC             |         |     |        |        |         |         |         |         | DUI DNF | AUS     | FRA     | SPA     | GBR     |        |     |     | –    | 0      |
| 2014    | Stohl Racing                          | Ford Fiesta R5              | MON 17  | ZWE | MEX    | POR    | ARG     | ITA     | POL     | FIN     |         |         |         |         |         |        |     |     | –    | 0      |
| 2014    | Armin Kremer                          | Škoda Fabia S2000           |         |     |        |        |         |         |         |         | DUI 13  | AUS     | FRA     | SPA     | GBR     |        |     |     | –    | 0      |
| 2015    | BRR Baumschlager Rallye & Racing Team | Škoda Fabia S2000           | MON 14  | ZWE | MEX    | ARG    |         |         |         |         |         |         |         |         |         |        |     |     | –    | 0      |
| 2015    | BRR Baumschlager Rallye & Racing Team | Škoda Fabia R5              |         |     |        |        | POR 21  | ITA 13  | POL 18  | FIN     | DUI DNF | AUS     | FRA DNF | SPA 13  | GBR     |        |     |     | –    | 0      |
| 2016    | BRR Baumschlager Rallye & Racing Team | Škoda Fabia R5              | MON 10  | ZWE | MEX 19 | ARG    | POR     | ITA 12  | POL DNF | FIN     | DUI 10  | CHN C   | FRA     | SPA DNF | GBR     | AUS    |     |     | 23   | 2      |
| 2017    | BRR Baumschlager Rallye & Racing Team | Škoda Fabia R5              | MON DNF | ZWE | MEX    | FRA    | ARG     | POR     | ITA     | POL     | FIN     |         |         |         |         |        |     |     | 21   | 2      |
| 2017    | M-Sport World Rally Team              | Ford Fiesta WRC             |         |     |        |        |         |         |         |         |         | DUI 9   | SPA     | GBR     | AUS     |        |     |     | 21   | 2      |
| 2018    | Motorsport Italia                     | Škoda Fabia R5              | MON     | ZWE | MEX    | FRA    | ARG     | POR     | ITA     | FIN     | DUI     | TUR     | GBR     | SPA     | AUS DNF |        |     |     | –    | 0      |

## Internationale overwinningen

#### Europees kampioenschap rally
| Seizoen | Rally                        | Navigator   | Auto                     |
| ------- | ---------------------------- | ----------- | ------------------------ |
| 1999    | 17. ADAC Rallye Deutschland  | Fred Berßen | Subaru Impreza S3 WRC 97 |
| 2001    | 30th Tofaş Rally Turkey      | Fred Berßen | Toyota Corolla WRC       |
| 2001    | 32nd Rally Bulgaria - Albena | Fred Berßen | Toyota Corolla WRC       |

- Noot: Enkel wedstrijden uit het hoogste coëfficiënt staan in deze lijst weergegeven.